# Ordem do Mérito Militar (Iugoslávia)
A Ordem do Mérito Militar ou Ordem de Méritos Militares (em servo-croata: Orden za vojne zasluge / Орден за војне заслуге, em esloveno:  Red za vojaške zasluge, em macedônio/macedónio:  Орден на Воени заслуги) foi uma condecoração estatal concedida na Iugoslávia, dividida em três classes. Foi concedido a comandantes de unidades e civis servindo no Exército Popular Iugoslavo, bem como a indivíduos em sindicatos ou outras organizações com contribuições notáveis e realização de tarefas de especial importância imediata para a defesa nacional.  

## História
A ordem foi estabelecida pelo Presidium da Assembleia Nacional da Iugoslávia em 29 de dezembro de 1951, juntamente com a Medalha de Mérito Militar, e concedida até a dissolução da Iugoslávia em 1992. O número de vezes que foi concedido foi documentado pela última vez em 31 de dezembro de 1985. As três classes da ordem foram classificadas da seguinte forma em sua importância, de acordo com a Lei de Condecorações da República Federal da Iugoslávia de 1º de março de 1961: 
- Ordem do Mérito Militar com Grande Estrela – Classe I, 16ª na ordem de importância, concedida 2.609 vezes
- Ordem de Méritos Militares com Espadas de Ouro – Classe II, 26ª em ordem de importância, concedida 24.141 vezes
- Ordem de Méritos Militares com Espadas de Prata – Classe III, 34ª em ordem de importância, concedida 94.684 vezes

Após a dissolução da Iugoslávia, a nova República Federal da Iugoslávia, estabeleceu uma Ordem de Mérito equivalente no Campo de Defesa e Segurança (Servo-croata: Орден за заслуге у области одбране и безбедности, Orden za zasluge u oblasti odbrane i bezbednosti) em 4 de dezembro de 1998. Parecia o mesmo, mas a estrela vermelha foi substituída pelo brasão de armas da Sérvia e Montenegro e as tochas atrás do escudo foram removidas. 
| Ordem do Mérito Militar com Grande Estrela (Classe I) | Ordem de Méritos Militares com Espadas de Ouro (Classe II) | Ordem de Méritos Militares com Espadas de Prata (Classe III) |
| ----------------------------------------------------- | ---------------------------------------------------------- | ------------------------------------------------------------ |
|                                                       |                                                            |                                                              |
| Barretas                                              |                                                            |                                                              |
|                                                       |                                                            |                                                              |